# Liolaemus forsteri
Espèce
Liolaemus forsteri est une espèce de sauriens de la famille des Liolaemidae.

## Répartition
Cette espèce est endémique du département de La Paz en Bolivie.

## Étymologie
Cette espèce est nommée en l'honneur de Walter Forster.

## Publication originale
- Laurent, 1982 : Description de trois espèces nouvelles du genre Liolaemus (Sauria, Iguanidae). Spixiana, vol. 5, no 2, p. 139-147 (texte intégral).